# Chiesa di San Leonardo al Frigido
La chiesa di San Leonardo al Frigido è un edificio di culto cattolico situato in via Taberna Frigida a Massa in Toscana.

## Storia
Fuori città, sulle rive del Frigido, sorgeva l'ospedale gerosolimitano di San Leonardo, erede delle funzioni di una mansio romana, Taberna Frigida. Dalla chiesa annessa all'ospedale proviene il portale scolpito di Biduino ancora sul posto nel 1879, quando la chiesa era già in rovina. Poco dopo il portale fu alienato e trasferito in Francia.
Nel secondo dopoguerra il piccolo edificio è stato ricostruito pressoché integralmente e trasformato in sacrario. In quell'occasione si provò a recuperare il portale, ma il tentativo fallì e il portale fu acquistato dal Metropolitan Museum di New York, che oggi lo espone nella sezione The Cloisters.
Nel 1988 fu realizzata una copia del complesso scultoreo a cura dell'architetto Pierluigi Zonder-Mosti, per la ricollocazione presso il sito originario. Probabilmente da San Leonardo proviene anche la scultura lignea di Monaco olivetano di Jacopo della Quercia, ora conservata presso il Museo diocesano.